# Ángeles Alvanriño (Schiff)
Die Ángeles Alvanriño ist ein Forschungsschiff des spanischen Forschungsinstituts Instituto Español de Oceanografía.

## Geschichte
Das Schiff wurde unter der Baunummer V-080 auf der spanischen Werft Astilleros Armon Vigo gebaut. Der Stapellauf erfolgte am 24. Februar, die Fertigstellung im August 2012. Die Baukosten beliefen sich auf fast 20 Mio. Euro.
Das Schiff basiert auf dem gleichen Entwurf, nach dem auch das Forschungsschiff Ramón Margalef gebaut wurde. Die beiden Schiffe unterscheiden sich in Bezug auf ihre technischen Daten und Ausstattung jedoch etwas. Das Schiff ist nach der galicischen Ozeanographin Ángeles Alvariño benannt. Es wird für die Meeres- und Fischereiforschung insbesondere in spanischen Gewässern eingesetzt.

## Technische Daten und Ausstattung
Das Schiff wird dieselelektrisch angetrieben. Als Antriebsmotoren stehen zwei Indar-Elektromotoren mit jeweils 900 kW Leistung zur Verfügung. Diese wirken auf einen Festpropeller. Das Schiff ist mit einem elektrisch mit 200 kW Leistung angetriebenen Bugstrahlruder und einem elektrisch mit 160 kW Leistung angetriebenen Heckstrahlruder ausgestattet. Es verfügt über ein System zur dynamischen Positionierung.
Für die Stromerzeugung für die Antriebsmotoren und die Versorgung des Bordnetzes stehen vier Dieselgeneratorsätze zur Verfügung. Drei der Leroy-Somer-Generatoren werden von jeweils einem Guascor-Dieselmotor mit 846 kW Leistung (1058 kVA Scheinleistung) angetrieben. Ein weiterer Leroy-Somer-Generator, der als Hafengenerator dient, wird von einem Guascor-Dieselmotor mit 200 kW Leistung (250 kVA Scheinleistung) angetrieben. Weiterhin steht ein von einem Guascor-Dieselmotor mit 44 kW Leistung angetriebener Leroy-Somer-Generator (55 kVA Scheinleistung) als Notgenerator zur Verfügung.
An Bord stehen vier Labore zur Verfügung. Das Schiff ist für die Fischereiforschung mit einer Heckaufschleppe ausgerüstet. Für das Schleppen von wissenschaftlichen Geräten bzw. Netzen stehen mehrere Winden, für Netze zwei Netztrommeln zur Verfügung.
Das Schiff ist mit mehreren Hebewerkzeugen ausgerüstet, darunter ein Heckgalgen sowie ein klappbarer Ausleger auf der Steuerbordseite. Auf dem Achterschiff ist ein Hydraulikkran installiert.
An Forschungsgeräten stehen unter anderem Echolot, Sonar und verschiedene Messgeräte zur Verfügung. Im Rumpf ist es mit einem ausfahrbaren Instrumentenhalter ausgestattet. Das Schiff ist für den Einsatz eines ROV eingerichtet. An Deck können 10- bzw. 20-Fuß-Container mitgeführt werden.
Das Schiff kann rund 20 Tage auf See bleiben. Es erfüllt die Vorgaben des International Council for the Exploration of the Sea in Bezug auf das Emittieren von Unterwasserschall (ICES 209).